# Tomáš Kraus
Tomáš Kraus (Děčín, 3 marzo 1974) è un ex sciatore freestyle e sciatore alpino ceco.
Gareggiando nello ski cross, la specialità del freestyle nella quale ha ottenuto i miglior risultati, si è aggiudicato due titoli mondiali, una Coppa del Mondo assoluta e quattro di specialità.

## Biografia

### Stagioni 1995-2003
Kraus iniziò la sua carriera nello sci alpino e, dopo aver gareggiato in circuiti minori, nel 1997 esordì ai Campionati mondiali ottenendo, nella rassegna iridata di Sestriere, il 28º posto nello slalom speciale e non completando il supergigante; fu al cancelletto di partenza iridato anche a Vail/Beaver Creek 1999, senza portare a termine né lo slalom gigante né lo slalom speciale. In Coppa del Mondo esordì il 6 febbraio 2000 a Todtnau in slalom speciale, senza completare la prova, e anche ai Mondiali di Sankt Anton am Arlberg 2001 non portò a termine lo slalom speciale.
Prese per l'ultima volta il via in Coppa del Mondo il 28 gennaio 2003 a Schladming in slalom speciale, senza completare la prova (non portò a termine nessuna delle 6 gare di Coppa del Mondo a cui prese parte, tutti slalom speciali), e ai successivi Mondiali di Sankt Moritz 2003, sua ultima partecipazione iridata nello sci alpino, fu 28º nello slalom speciale. Nella stessa stagione iniziò a gareggiare anche nello ski cross, debuttando nella Coppa del Mondo di freestyle con la prima vittoria il 30 novembre 2002 a Tignes; nello sci alpino la sua ultima gara fu lo slalom speciale dei Campionati cechi 2003, disputato il 26 marzo a Špindlerův Mlýn e nel quale Kraus vinse la medaglia d'argento.

### Stagioni 2004-2016
Dalla stagione 2003-2004 si dedicò a tempo pieno al freestyle. Nel 2005 partecipò ai Mondiali di Ruka, vincendo la medaglia d'oro, si aggiudicò la sua prima Coppa del Mondo di ski cross con 8 punti di vantaggio su Isidor Grüner, e fu 2º nella classifica generale, a 7 punti da Jeremy Bloom; nel 2006 vinse la sua seconda coppa di cristallo di specialità (con 144 punti di margine su Roman Hofer) e si impose anche nella classifica generale, sopravanzando Dale Begg-Smith per 11 punti. Nuovamente oro iridato a Madonna di Campiglio 2007; nella stessa stagione 2006-2007 fu 2º nella classifica di ski cross, superato da Audun Grønvold di 2 punti. Vinse ancora la Coppa del Mondo di ski cross nel 2008, con 107 punti di margine su Lars Lewén (in classifica generale fu 2º con 17 punti in meno di Steve Omischl), e nel 2009, sopravanzando Christopher Del Bosco di 112 punti (in classifica generale fu nuovamente 2º, con 24 punti in meno di Alexandre Bilodeau). Sempre nel 2009 prese il via ai suoi terzi Mondiali di freestyle, a Inawashiro, classificandosi 23º.
Esordì ai Giochi olimpici invernali a Vancouver 2010, dove si piazzò all'11º posto; l'anno dopo ai Mondiali di Deer Valley 2011 chiuse la gara al 4º posto. Nel 2013 conquistò l'ultima vittoria in Coppa del Mondo, a Grasgehren il 3 febbraio, e ai successivi Mondiali di Oslo/Voss fu 13º, mentre l'anno dopo ai XXII Giochi olimpici invernali di Soči 2014 si classificò al 18º posto e, il 7 marzo, ottenne ad Arosa l'ultimo podio in Coppa del Mondo (2º). Nel 2015 partecipò ai Mondiali di Kreischberg, classificandosi 20º, e prese per l'ultima volta il via in Coppa del Mondo, il 7 febbraio ad Arosa (32º); è inattivo dal 14 febbraio 2016, quando prese parte a una gara FIS disputata ad Albrechtice v Jizerských horách.

## Palmarès

### Sci alpino

#### Universiadi
- 1 medaglia:
  - 1 argento (slalom speciale a Poprad 1999)

#### Coppa Europa
- Miglior piazzamento in classifica generale: 127º nel 1999 e nel 2001

#### Campionati cechi
- 6 medaglie[1]:
  - 4 ori (slalom gigante, slalom speciale nel 1998; slalom gigante, slalom speciale nel 1999)
  - 1 argento (slalom speciale nel 2003)
  - 1 bronzo (slalom gigante nel 2003)

### Freestyle

#### Mondiali
- 2 medaglie:
  - 2 ori (ski cross a Ruka 2005; ski cross a Madonna di Campiglio 2007)

#### Coppa del Mondo
- Vincitore della Coppa del Mondo nel 2006
- Vincitore della Coppa del Mondo di ski cross nel 2005, nel 2006, nel 2008 e nel 2009
- 27 podi:
  - 15 vittorie
  - 5 secondi posti
  - 7 terzi posti

##### Coppa del Mondo - vittorie
| Data             | Località                | Paese    | Specialità |
| ---------------- | ----------------------- | -------- | ---------- |
| 30 novembre 2002 | Tignes                  | Francia  | SX         |
| 7 gennaio 2005   | Les Contamines-Montjoie | Francia  | SX         |
| 15 gennaio 2005  | Pozza di Fassa          | Italia   | SX         |
| 21 gennaio 2005  | Kreischberg             | Austria  | SX         |
| 14 gennaio 2006  | Les Contamines-Montjoie | Francia  | SX         |
| 20 gennaio 2006  | Kreischberg             | Austria  | SX         |
| 11 marzo 2006    | Sierra Nevada           | Spagna   | SX         |
| 12 gennaio 2008  | Les Contamines-Montjoie | Francia  | SX         |
| 16 gennaio 2008  | Flaine                  | Francia  | SX         |
| 20 gennaio 2008  | Kreischberg             | Austria  | SX         |
| 22 febbraio 2008 | Sierra Nevada           | Spagna   | SX         |
| 14 gennaio 2009  | Flaine                  | Francia  | SX         |
| 19 febbraio 2009 | Myrkdalen-Voss          | Norvegia | SX         |
| 20 marzo 2009    | La Plagne               | Francia  | SX         |
| 3 febbraio 2013  | Grasgehren              | Germania | SX         |

Legenda:

SX = ski cross

#### Campionati cechi
- 7 medaglie[2]:
  - 7 ori (ski cross nel 2007; ski cross nel 2008; ski cross nel 2009; ski cross nel 2010; ski cross nel 2011; ski cross nel 2012; ski cross nel 2014)